# Inscripción de Alekanovo

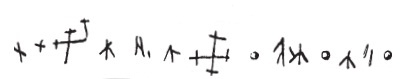
Reproducción de la inscripción de Alekanovo.

La inscripción de Alekanovo es un grupo de caracteres no descifrados encontrados en el otoño de 1897 en la aldea rusa de Alekanovo (en el actual Óblast de Vólogda) por el arqueólogo ruso Vasili Gorodtsov. Los símbolos se encontraron inscritos en una pequeña maceta de arcilla de 15 cm de altura, localizada en un sitio funerario eslavo. Si bien se encontró que la inscripción era auténtica, no hay una lectura ampliamente aceptada de la misma. La inscripción fue fechada por Gorodtsov como perteneciente a los siglos X a XI de nuestra era. Caracteres similares en los fragmentos se encontraron en Alekanovo en 1898.
Gorodtsov propuso que los caracteres podrían ser runas, pero solo encontró dos caracteres similares a las runas. Según el etnógrafo polaco Jan Leciejewski, la inscripción es una escritura especular y debe leerse de derecha a izquierda. De acuerdo con algunas opiniones, la inscripción estaría escrita en idioma protoeslavo. Otra opinión es que la inscripción representa un juego de caracteres local, ideado en la unión tribal de Vyatich.